# Protomicroplitis tomentosae
Protomicroplitis tomentosae är en stekelart som först beskrevs av Wilkinson 1930.  Protomicroplitis tomentosae ingår i släktet Protomicroplitis och familjen bracksteklar. Inga underarter finns listade i Catalogue of Life.